# Adolf Katz
Adolf Iosifovici Kaț (Katz) (în rusă Адольф Иосифович Кац; n. 31 martie 1913, Botoșani, România) a fost un economist sovietic moldovean, doctor în științe economice din anul 1964, precum și membru în ilegalitate al PCdR.

## Biografie
Adolf Katz s-a născut în anul 1913 în Botoșani, într-o familie evreiască. În anul 1933 a absolvit Facultatea de Drept și Economie a Universității din București. Încă din timpul studenției, în anul 1930, a devenit membru al Partidului Comunist din România, care era ilegal la acea vreme. Din 1934 a activat în domeniul cercetării științifice.
După anexarea Basarabiei și a Bucovinei de Nord de către URSS în 1940, s-a stabilit în Basarabia și a devenit cetățean sovietic. A luptat în Armata Sovietică în Al Doilea Război Mondial. A devenit membru al Partidului Comunist al Uniunii Sovietice în 1960.
În 1964 a susținut teza de doctorat în științe economice cu tema „Situația proletariatului din SUA în condițiile imperialismului”, lucrare care fusese publicată cu doi ani mai devreme sub formă de monografie.
Din 1952 a activat în cadrul Institutului de Economie al Academiei de Științe a URSS, la Institutul de Cercetări Științifice în Domeniul Muncii din subordinea Comitetului de Stat al Consiliului de Miniștri al URSS pentru probleme de muncă, precum și în cadrul Institutului de Economie Mondială și Relații Internaționale al Academiei de Științe a URSS.
Nu se cunosc detalii despre viața sa ulterioară.

## Familie
Fratele său, Vladimir Iosifovici Kaț, a fost doctor în științe economice. Nepotul său, Leonid Vladimirovici Sabelnikov, este și el doctor în științe economice.

## Lucrări publicate
- Situația proletariatului din SUA în condițiile imperialismului. Moscova: Editura Academiei de Științe a URSS, 1962 – 603 p.
- Productivitatea muncii în URSS și în principalele țări capitaliste. Moscova: Economia, 1964 – 245 p.
- Stimularea activității eficiente a întreprinderilor. Moscova: Economia, 1964 – 157 p.
- Munca în capitalism: culegere statistică / coordonator științific – dr. în științe economice A. I. Kaț. Institutul de Cercetări Științifice în Domeniul Muncii. Comitetul de Stat al Consiliului de Miniștri al URSS pentru problemele muncii și salarizării. Moscova: Mysl, 1964 – 958 p.
- Despre aplicarea consecventă a principiilor reformei economice. Moscova: Institutul de Economie al Academiei de Științe a URSS, 1966 – 120 p.
- Optimum economic dinamic. Vol. I. Moscova: Institutul de Economie Mondială și Relații Internaționale al Academiei de Științe a URSS, 1968 – 72 p.
- Optimum economic dinamic. Moscova: Economia, 1970 – 200 p.
- Despre optimizarea dinamică a dezvoltării economice socialiste. Moscova: Institutul de Economie al Academiei de Științe a URSS, 1973 – 39 p.
- Competiția socialistă și stimularea economică. Moscova: Institutul de Economie al Academiei de Științe a URSS, 1978 – 66 p.